# 이영구 (바둑 기사)
이영구(李映九, 1987년 8월 23일 ~ )는 대한민국의 바둑 기사이다. 바둑 기사 오정아의 남편이다.

## 약력
2001년에 입단하였으며 세계 청소년 바둑 대회 우승 경력이 있다. 2011년 9월 물가정보배에서 윤준상을 꺾고 우승하여 생애 첫 프로 기전 우승을 이루었으며 이와 함께 9단으로 승단 되었다.